# Maciej Frąckiewicz
Maciej Frąckiewicz (ur. 24 listopada 1988 w Białymstoku) – polski akordeonista obecnie mieszkający w Warszawie, członek TWOgether DUO, Warsaw Contemporary Ensemble, laureat Paszportu Polityki (2013), zwycięzca konkursu akordeonowym Arrasate Hiria (Hiszpania) (2012) i nagrody głównej wraz z nagrodą publiczności na Deutscher Musikwettbewerb w Bonn (2018), laureat wielu konkursów akordeonowych w Polsce, Niemczech, Słowacji, Włoszech i Hiszpanii. Nominacje do Fryderyków w edycjach 2013, 2015, 2020.

## Dyskografia
- TWOgether DUO (Magdalena Bojanowicz, Maciej Frąckiewicz) Satin - Sarton (2012)
- Akordeon - DUX (2013)
- J.S. Bach, Franck, Penderecki & Gubaidulina: Works for Accordion (2014)
- Przybylski D. Musica in Forma di Rosa - DUX (2016)
- Szymczewska A. Modern Soul - CD Accord (2016)
- Jerzy Madrawski Madrawski: Interferences (2018)
- WAM-iationen. Mozart (2019)
- Portrait of a Lover Genuin (2019)